# One More River
One More River is een Amerikaanse dramafilm uit 1934 onder regie van James Whale. Destijds werd de film in Nederland uitgebracht onder de titel Aan den anderen oever.

## Verhaal
Gerald en Claire Corven zien eruit als een gelukkig getrouwd echtpaar uit de Britse bovenklasse. Claire wordt echter mishandeld door haar man. Ze slaat op de vlucht en ontmoet onderweg Tony Croom. Ze worden verliefd op elkaar.

## Rolverdeling
| Acteur                | Personage         |
| --------------------- | ----------------- |
| Diana Wynyard         | Claire Corven     |
| Frank Lawton          | Tony Croom        |
| Mrs. Patrick Campbell | Lady Mont         |
| Jane Wyatt            | Dinny Cherrell    |
| Colin Clive           | Gerald Corven     |
| Reginald Denny        | David Dornford    |
| C. Audrey Smith       | Generaal Charwell |
| Henry Stephenson      | Laurence Mont     |
| Lionel Atwill         | Brough            |
| Alan Mowbray          | Forsythe          |
| Kathleen Howard       | Lady Charwell     |
| Gilbert Emery         | Rechter           |
| E.E. Clive            | Chayne            |
| Robert Greig          | Blore             |
| J. Gunnis Davis       | Benjy             |